# Monstera deliciosa
Monstera deliciosa Liebm., 1849, è una pianta sempreverde e rampicante della famiglia delle Aracee, diffusa nella zona compresa tra il Messico e il Canale di Panama.

## Descrizione

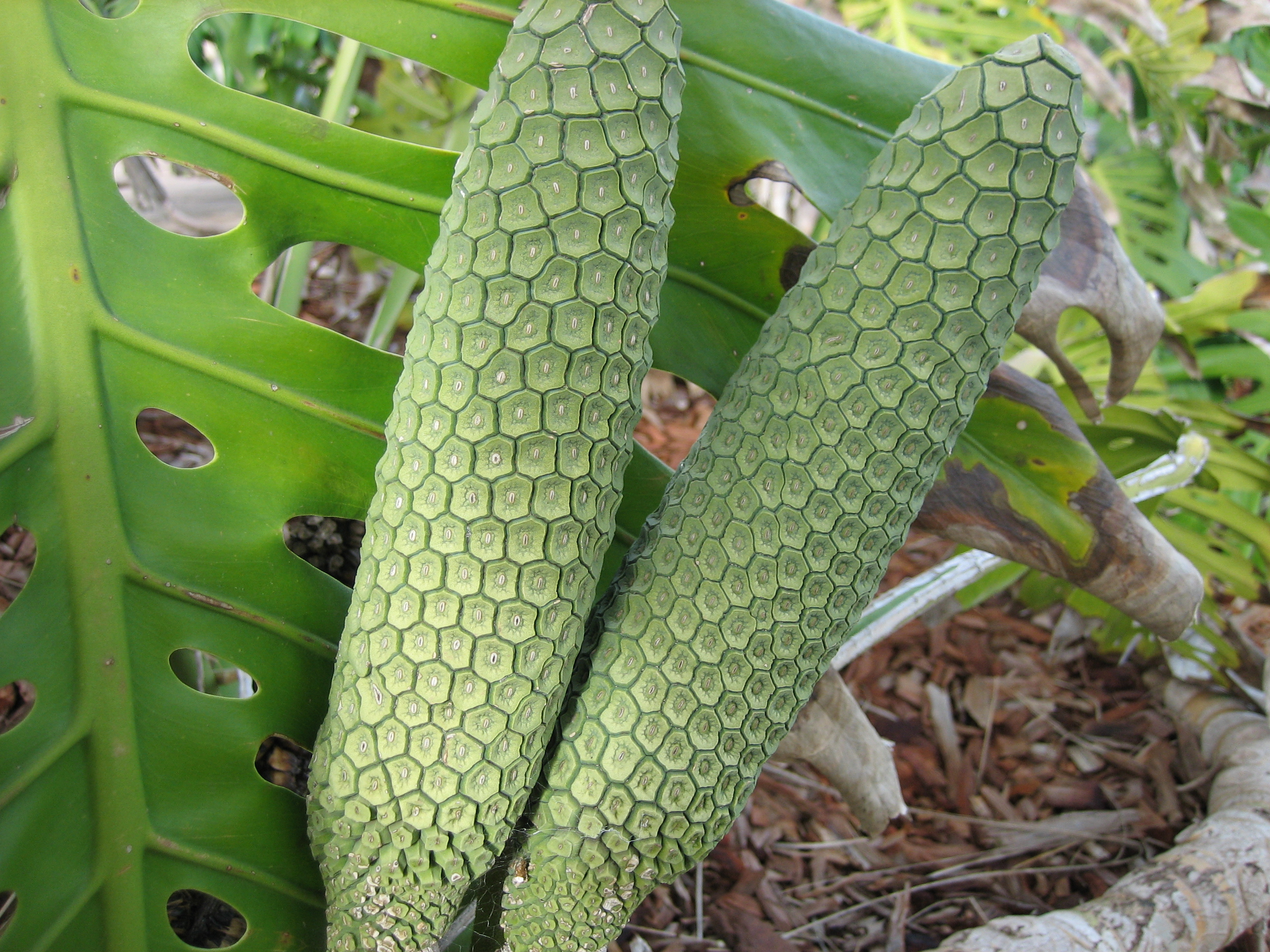
Frutti

Questa pianta può crescere in altezza sino ai 20 metri e possiede foglie molto grandi, larghe dai 50 cm al metro. Le sue radici aeree crescono a livello dei nodi.
Il nome della pianta è dovuto al frutto, lungo più o meno 25 cm e 4 cm di diametro, dal sapore molto dolce (simile all'ananas), che somiglia a una spiga di mais dalle squame esagonali.
Sono presenti numerose varietà, tra le più diffuse ci sono: Monstera deliciosa, la varietà classica, con foglie grandi, piccioli fogliari lunghi e crescita rapida, Monstera deliciosa borsigiana, varietà nana a crescita lenta caratterizzata da piccioli più corti, e Monstera deliciosa albo-variegata, con portamento uguale alla prima, ma con le foglie caratterizzate da variegature bianche ben distinguibili sulle foglie, i piccioli fogliari e il fusto.

## Coltivazione
Non sopporta la luce diretta dei raggi solari, ma ha bisogno di molta luce. Se tenuta in appartamento, l'ideale sarebbe posizionarla in un punto in cui possa ricevere luce indiretta proveniente da una finestra rivolta a sud, est o ovest. La sua temperatura ideale, essendo una pianta da appartamento, è di circa 20 °C. Difficilmente sopravvive sotto i 10 °C.
Si riproduce facilmente per talea, preferibilmente immergendo lo stelo con poche foglie in un contenitore pieno di acqua.

In appartamento è raro che la Monstera deliciosa fruttifichi.
In Sicilia e all'isola d'Elba riesce a crescere e a fruttificare all'aperto vicino alle coste.
I frutti immaturi e le foglie di questa pianta sono velenosi, mentre dei frutti maturi si possono utilizzare i filetti bianchi, che hanno un aroma simile alla macedonia di frutta tropicale.